# Атланта (Илиноис)
Атланта (енгл. Atlanta) град је у америчкој савезној држави Илиноис. По попису становништва из 2010. у њему је живело 1.692 становника.

## Демографија
Према попису становништва из 2010. у граду је живело 1.692 становника, што је 43 (2,6%) становника више него 2000. године.
| Група             | 2000.         | 2010.         |
| Белци             | 1.638 (99,3%) | 1.638 (96,8%) |
| Афроамериканци    | 0 (0,0%)      | 5 (0,3%)      |
| Азијати           | 0 (0,0%)      | 6 (0,4%)      |
| Хиспаноамериканци | 7 (0,4%)      | 26 (1,5%)     |
| Укупно            | 1.649         | 1.692         |